# Station Varsseveld
Station Varsseveld is een spoorwegstation in het Gelderse Varsseveld aan de spoorlijn Winterswijk – Zevenaar. Het station, van het type GOLS groot, werd geopend op 15 juli 1885. In 1980 werd het station afgebroken en vervangen door een abri.
Ieder half uur stopt hier de stoptrein Arnhem – Winterswijk (gereden door Arriva).
| Serie       | Treinsoort         | Route                                                             | Bijzonderheden |
| ----------- | ------------------ | ----------------------------------------------------------------- | --- |
| 30900 RS 32 | Stoptrein (Arriva) | Arnhem Centraal – Doetinchem – Terborg – Varsseveld – Winterswijk | Rijdt op zondag ochtend slechts 1x per uur richting Winterswijk. Vormt dan tussen Arnhem en Terborg een 30 minuten dienst met 36900. Op zondag ochtend begint de rit richting Arnhem 1x per uur in Winterswijk en 1x per uur in Terborg. Verzorgt samen met Hermes (die onder de naam brengdirect rijdt) doordeweeks tot 20:00 uur een kwartierdienst tussen Arnhem en Doetinchem. |

## Afbeeldingen

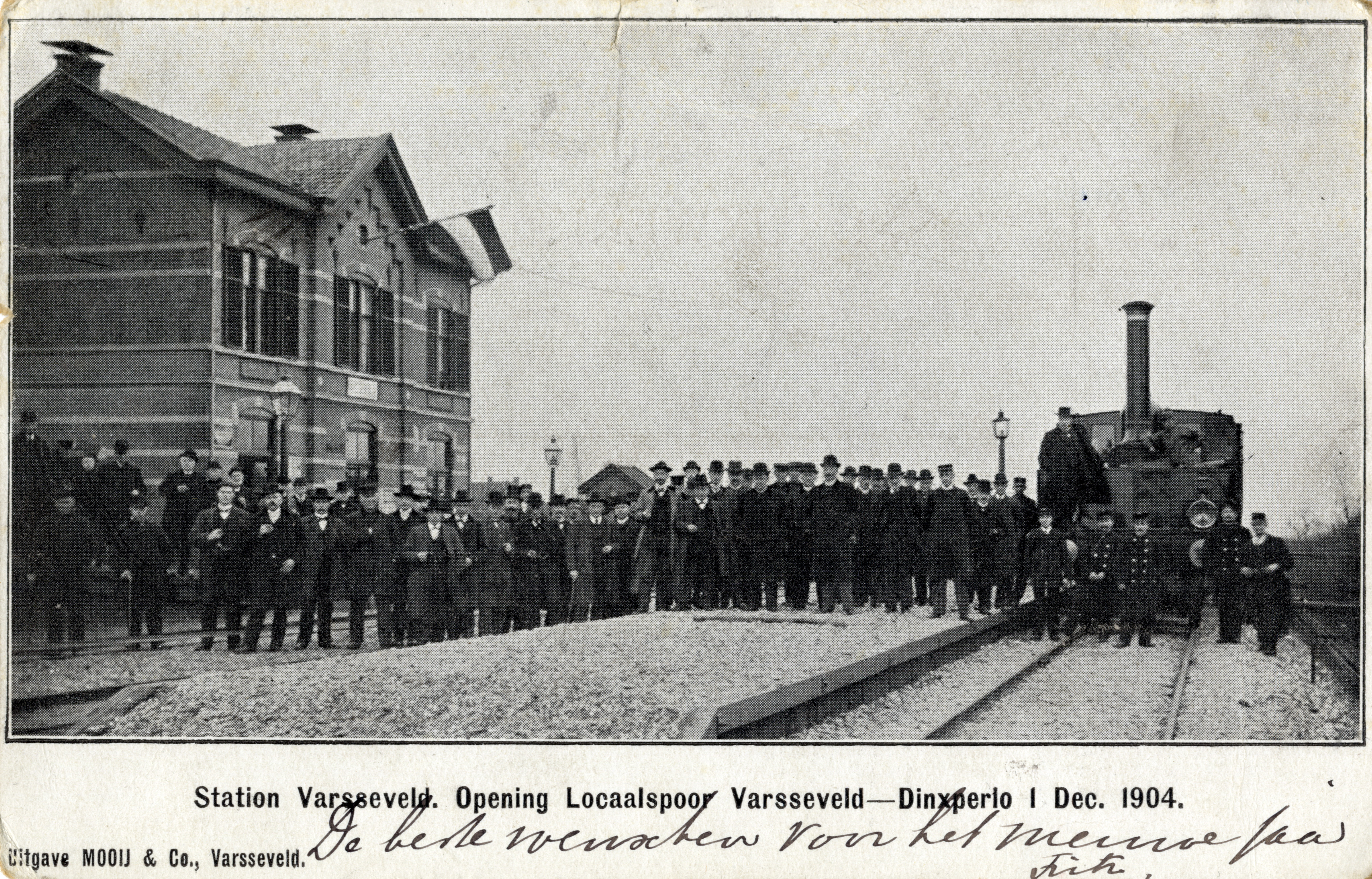
Het station in 1904, toen de lijn naar Dinxperlo geopend werd
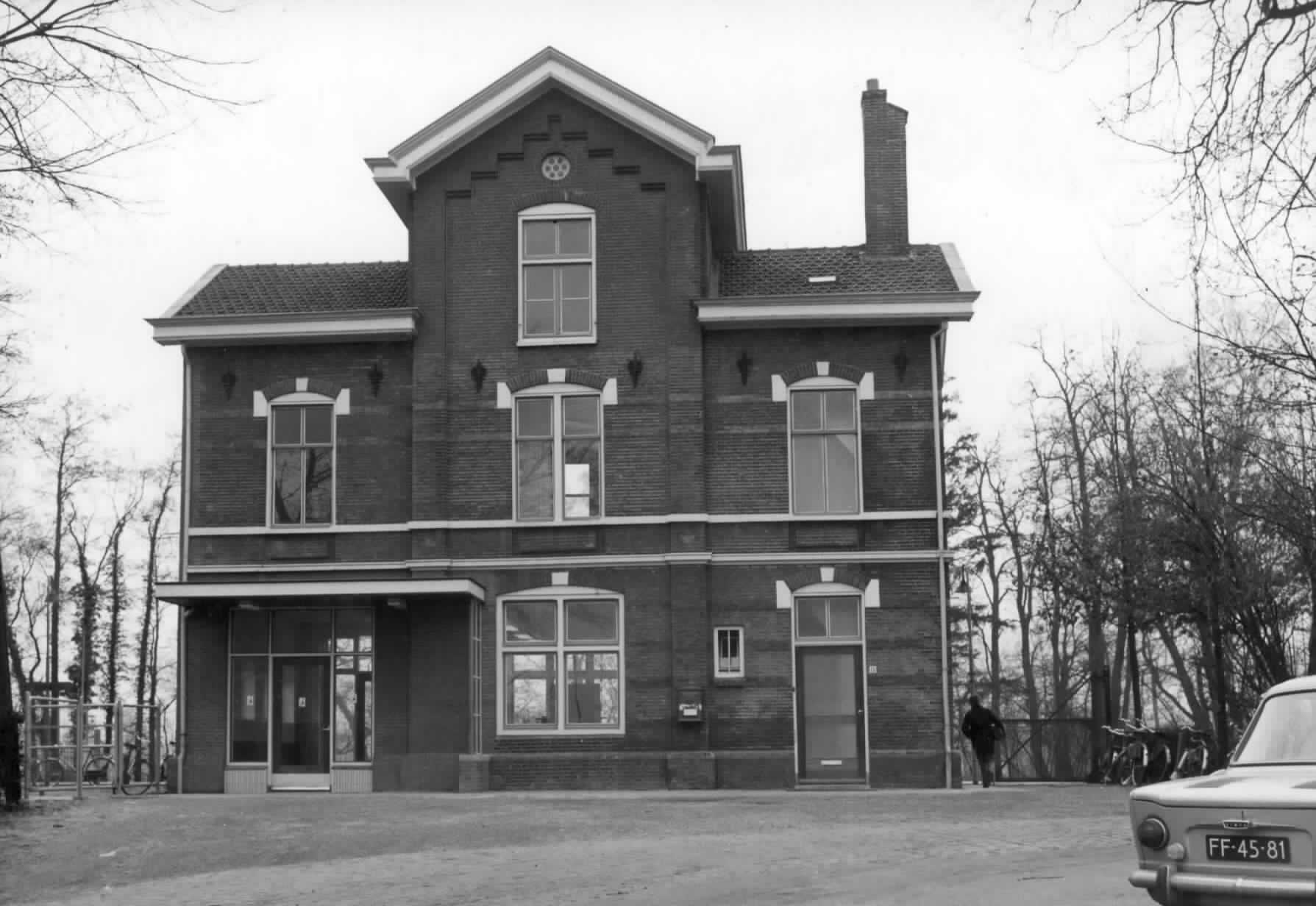
Het station in 1966
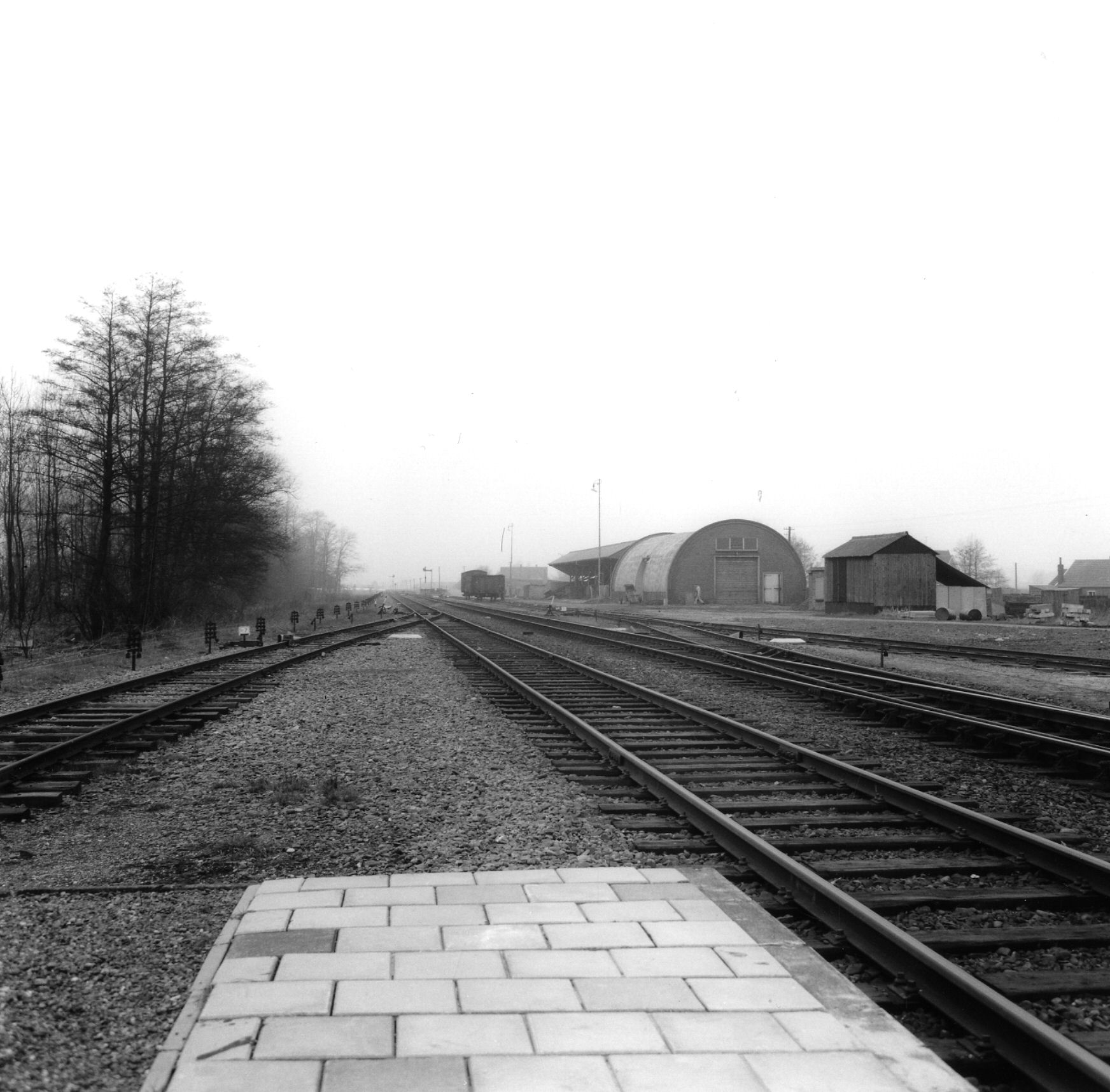
Het emplacement (1966)
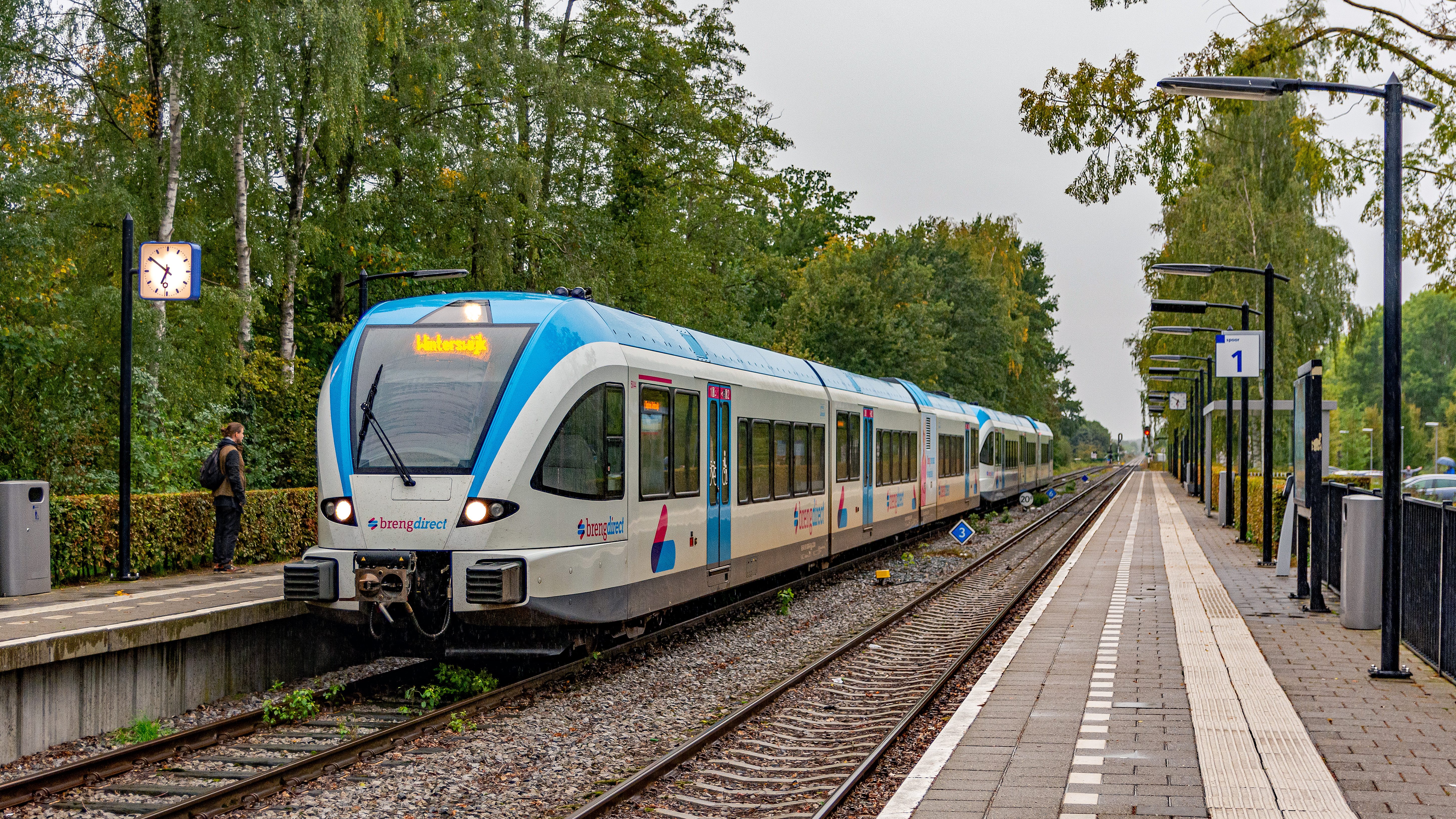
In 2020 stopte er incidenteel een trein van Breng op het station